# Ivan Nagy (réalisateur)
Pour les articles homonymes, voir Ivan Nagy (homonymie) et Nagy.
Ivan Nagy est un réalisateur, scénariste et producteur de cinéma américain d'origine hongroise, né le 23 janvier 1938 à Budapest et mort le 23 mars 2015  à Los Angeles (Californie).

## Biographie
Ivan Nagy est marié à l'actrice Irene Tsu de 1971 à 1980.

## Filmographie (en tant que réalisateur)

### Cinéma
- 1973 : Pushing Up Daisies
- 1973 : Bad Charleston Charlie - également scénariste
- 1976 : Deadly Hero
- 1995 : Sara St. James (vidéo)
- 1995 : Skinner
- 1998 : All Nude Athena (vidéo) - également scénariste
- 1998 : Trailer Trash Teri (vidéo) - également scénariste
- 1998 : All Nude Nikki (vidéo)
- 1999 : Wild Desire (vidéo) - également scénariste
- 1999 : An American Pimp (vidéo)
- 1999 : Izzy Sleeze's Casting Couch Cuties (vidéo)
- 2000 : Super Fine Pure Gold (vidéo) - également producteur
- 2001 : Touch Me (vidéo)

### Télévision

#### Téléfilms
- 1979 : Angoisses (Mind Over Murder)
- 1979 : Captain America 2 (Captain America II: Death Too Soon)
- 1980 : Il était une fois un espion (Once Upon a Spy)
- 1981 : Piège à minuit (Midnight Lace)
- 1981 : L'Éternel soupçon (A Gun in the House)
- 1983 : La Cinquième Victime (Jane Doe)
- 1984 : A Touch of Scandal
- 1985 : Playing with Fire
- 1986 : Intimate Encounters

#### Séries télévisées
- 1975 : Starsky et Hutch (Starsky and Hutch)
- 1976 : Delvecchio
- 1977 : Chips (CHiPs)
- 1982 : Matthew Star (The Powers of Matthew Star)
- 1988 : Police 2000 (The Highwayman)